# Kiss Jenő (evezős)
Nemeskéri Kiss Jenő (Arad, 1920. január 3. – Budapest, 1982. február 26.) evezős.

## Sportpályafutása
1938–1944 között a Pannonia Evezős Egylet tagja volt. 1942–1952 között 11-szeres magyar bajnok; 1949–1953 között magyar válogatott volt. 1946–1949 között a Hitelbank evezőse volt. 1949–1950 között a Munkás Testedző Egylet (MTE) sportolója volt. 1949-ben a főiskolai világbajnok kormányos négyevezős, 1951-ben a főiskolai világbajnok nyolcas tagja volt. 1950–1953 között a Budapest Vörös Meteor evezőse lett.